# Tru64 Unix
A Tru64 UNIX a Hewlett-Packard (volt Compaq; előtte pedig DEC) 64 bites Unix operációs rendszere a DEC Alpha AXP platformra. Előzőleg Digital UNIX néven volt ismert (a DEC régebbi UNIX rendszerének a neve pedig Ultrix volt).

## Története
A DEC Corporation PDP és VAX számítógépeire készítette el a Tru64 „elődeit”, az OpenVMS-t és az Ultrixot.
Az Ultrix volt a DEC UNIX változata, majd a neve megváltozott előbb Digital Unix-ra, majd OSF1-re.
Mikor a Compaq felvásárolta a Digitalt (majd később a Hewlett Packard a Compaq-ot), a Digital Unix név felett eljárt az idő, így megkapta a Tru64 nevet. Eközben elkészült a 64 bites DEC CPU, az Alpha is.
A Compaq 2002-es megvásárlásával a HP bejelentette, hogy a Tru64 UNIX számos innovatívabb funkcióját (beleértve az AdvFS-t, a TruCluster-t és az LSM-et) át kívánja vinni a HP-UX-ba. 2004 decemberében a HP bejelentette a terv megváltoztatását: ehelyett a Veritas File Systemet fogják használni, és lemondanak a Tru64 fejlett funkcióiról. Ennek során a megmaradt Tru64 fejlesztők közül sokakat elbocsátottak.
Az utolsó karbantartási kiadás, az 5.1B-6 2010 októberében jelent meg.
2010 októberében a HP kijelentette, hogy 2012. december 31-ig folytatja a Tru64 UNIX támogatását.
2008-ban a HP hozzájárult az AdvFS fájlrendszerhez a nyílt forráskódú közösség számára.